# Pâlis
Palis of Pâlis is een plaats en voormalige gemeente in het Franse departement Aube in de regio Grand Est.

## Geschiedenis
De gemeente deel uit van het kanton Marcilly-le-Hayer tot het op 22 maart 2015 werd opgeheven. Palis werd opgenomen in het kanton Aix-en-Othe maar bleef deel uitmaken van het arrondissement Nogent-sur-Seine tot de gemeente op 1 januari 2016 fuseerde met Aix-en-Othe en Villemaur-sur-Vanne tot de commune nouvelle Aix-Villemaur-Palis. Deze gemeente maakt deel uit van het arrondissement Troyes.

## Geografie
De oppervlakte van Palis bedraagt 21,1 km², de bevolkingsdichtheid is 26,3 inwoners per km².
De onderstaande kaart toont de ligging van Pâlis met de belangrijkste infrastructuur en aangrenzende gemeenten.

## Demografie
Onderstaande figuur toont het verloop van het inwonertal.
Vanwege een beveiligingsprobleem met de MediaWiki Graph-software is het momenteel niet mogelijk deze grafiek weer te geven. Zodra de software is bijgewerkt zal de grafiek vanzelf weer zichtbaar worden.